# Dragavlastning

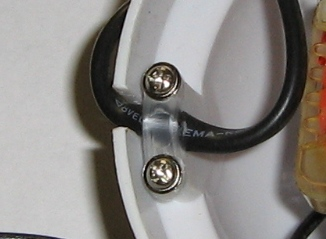
Dragavlastning för en nätkabel.

Dragavlastning är dels en metod, dels en anordning som gör att kablar som löper till eller från en fästpunkt eller en kabelgenomföring inte skadas eller slits av för lätt då kabeln utsätts för påverkan.

## Typer
Dragavlastning väljs beroende på kabelns typ och mått, befarad mekanisk påverkan och den miljö i vilken kabeln skall förläggas.
En dragavlastning kan i sin enklaste form utgöras av en i själva kabeln invävd förstärkning, till exempel en stålwire, vilken i kabelns ändar ansluts till en fästpunkt, till exempel en dragögla eller en knap.
För tillfälligt kablage kan dragavlastningen utgöras av en så kallad dragstrumpa. Dragstrumpan består av en tunn socka av stålnät som knutits på så sätt att nätet stramas åt då man drar i något av dess ändar. Vid strumpans ena ände är därför fästat ett snöre eller en vajer med en fästanordning, till exempel en karbinhake. Då karbinhaken häktas fast i fästpunkten till vilken kabeln skall dras kommer eventuella krafter att påverka kabelns hölje i första hand, i stället för kontakten eller kabelns ledare.
För fasta dragavlastningar kan man använda olika typer av kabelgenomföringar som samtidigt utgör dragavlastning.